# Pietro Antonio Barca
Pietro Antonio Barca (Milano, 1586 circa – Milano, 1639 circa) è stato un ingegnere e architetto italiano, cittadino del Ducato di Milano spagnolo.

## Biografia
Non si conosce la sua data di nascita, i primi riferimenti alle sue opere sono noti riguardo al Palazzo del Capitano di Giustizia, sede della polizia e delle carceri del Ducato, costruito tra il 1578 e il 1605, dove cambiò radicalmente i progetti. Altre sue opere note furono la costruzione del Naviglio Langosco, il censimento dei Mulini ad acqua sul fiume Olona e la costruzione della caratteristica cupola del Tempio civico di San Sebastiano.
Secondo la tradizione popolare morì nel 1636 per ferite di guerra, ma non è vero, poiché non esiste alcun riferimento di sue attività militari e curò, nel 1639, la pubblicazione postuma di un trattato di fortificazione militare dello zio Giuseppe Barca, professore e militare. Questo trattato è l'ultima attività riferibile a Pietro Antonio Barca, che si ritiene morto poco dopo quell'anno.